# NK Spačva Vinkovci

NK Spačva je bio nogometni klub iz grada Vinkovaca. 

## Povijest
NK Spačva osnovan je 1957. godine pod imenom NK Drvodjelac. 

Od 1962. do 1995. godine klub je nosio ime NK Spačva i nastupao na igralištu Lenije u Vinkovcima. 
 
Po završetku sezone 1994./95. klub je preseljen u Otok i spojen s klubom NK Otok, te mu je promijenjeno ime u NK Spačva-Otok. 
 
Pod navedenim imenom odigrava jednu sezonu u 2. HNL – Sjever, da bi po završetku iste, novi klub ponovo vratio staro ime NK Otok, čime ime Spačva nestaje u potpunosti. 

## Neovisna Hrvatska
NK Spačva je zahvaljujući uspjesima u prijeratnim natjecanjima izborio pravo nastupa u 2. HNL – Istok, koja nije odigrana zbog ratnih zbivanja 1992. godine. Već iduće sezone NK Spačva je započeo natjecanje u 2. HNL, u kojoj je s promijenjivim uspjehom nastupao 4 sezone, od kojih posljednju, 1995./96., pod imenom NK Spačva-Otok.

## Statistika u prvenstvima Hrvatske
| Sezona    | Rang | Liga            | Pozicija                | Utakmice | Pobjede | Neodlučeno | Porazi | Postignuti golovi | Primljeni golovi | Bodovi |
| 1992.     | 2    | 2. HNL – Istok  | nije odigrano zbog rata | -        | -       | -          | -      | -                 | -                | -      |
| 1992./93. | 2    | 2. HNL – Sjever | 5.                      | 30       | 12      | 11         | 7      | 44                | 38               | 35     |
| 1993./94. | 2    | 2. HNL – Sjever | 4.                      | 30       | 12      | 10         | 8      | 36                | 31               | 34     |
| 1994./95. | 2    | 2. HNL – Sjever | 10.                     | 30       | 10      | 8          | 12     | 40                | 46               | 38     |
| 1995./96. | 3    | 2. HNL – Sjever | 10.                     | 30       | 10      | 8          | 12     | 42                | 50               | 38     |